# 1,1,1,2-tetrafluorethan
1,1,1,2-tetrafluorethan, také nazývaný HFC-134a nebo R-134a, je organická sloučenina, tetrafluorderivát ethanu. Používá se jako chladivo, jeho termodynamické vlastnosti jsou podobné R-12 (dichlordifluormethanu), ovšem na rozdíl od něj není škodlivý pro ozonovou vrstvu a má poněkud menší potenciál globálního oteplování (1430 oproti 10 900 u R12). Používá se jako chladivo, ovšem je snaha nahradit jej látkami s nižším potenciálem globálního oteplování jako je 2,3,3,3-tetrafluorpropen.

## Výroba
Tetrafluorethan se obvykle vyrábí reakcí trichlorethylenu s fluorovodíkem:
CHCl=CCl2 + 4 HF → CH2FCF3 + 3 HCl

## Použití
1,1,1,2-tetrafluorethan je nehořlavá látka, která se používá hlavně jako „vysokoteplotní“ chladivo v domácnostech a v automobilových klimatizacích. Tato zařízení začala být používána v 90. letech 20. století jako náhrada za pro životní prostředí škodlivější látku R-12. Také se používá na foukání molitanu, jako čisticí rozpouštědlo, hnací plyn při doručování léčiv (například bronchodilatancií), na odstraňování korkových uzávěrů a ve vysušovačích vzduchu. Další využití nachází jako hnací plyn v airsoftových zbraních.
1,1,1,2-tetrafluorethan je rovněž považován za organické rozpouštědlo vhodné k extrakci aromat a vůní jako možná alternativa k ostatním organickým látkám a superkritickému CO2.
Lze jej také použít jako rozpouštědlo v organické chemii (kapalný i superkritický). Rovněž se nachází v některých částicových detektorech v LHC. Může být, namísto fluoridu sírového, použit jako ochranný plyn při tavení hořčíku.

## Omezení kvůli vlivu na změnu klimatu
Používání 1,1,1,2-tetrafluorethanu je omezováno kvůli jeho vlivu na globální oteplování, je to 1300krát silnější skleníkový plyn než oxid uhličitý.

## Bezpečnost

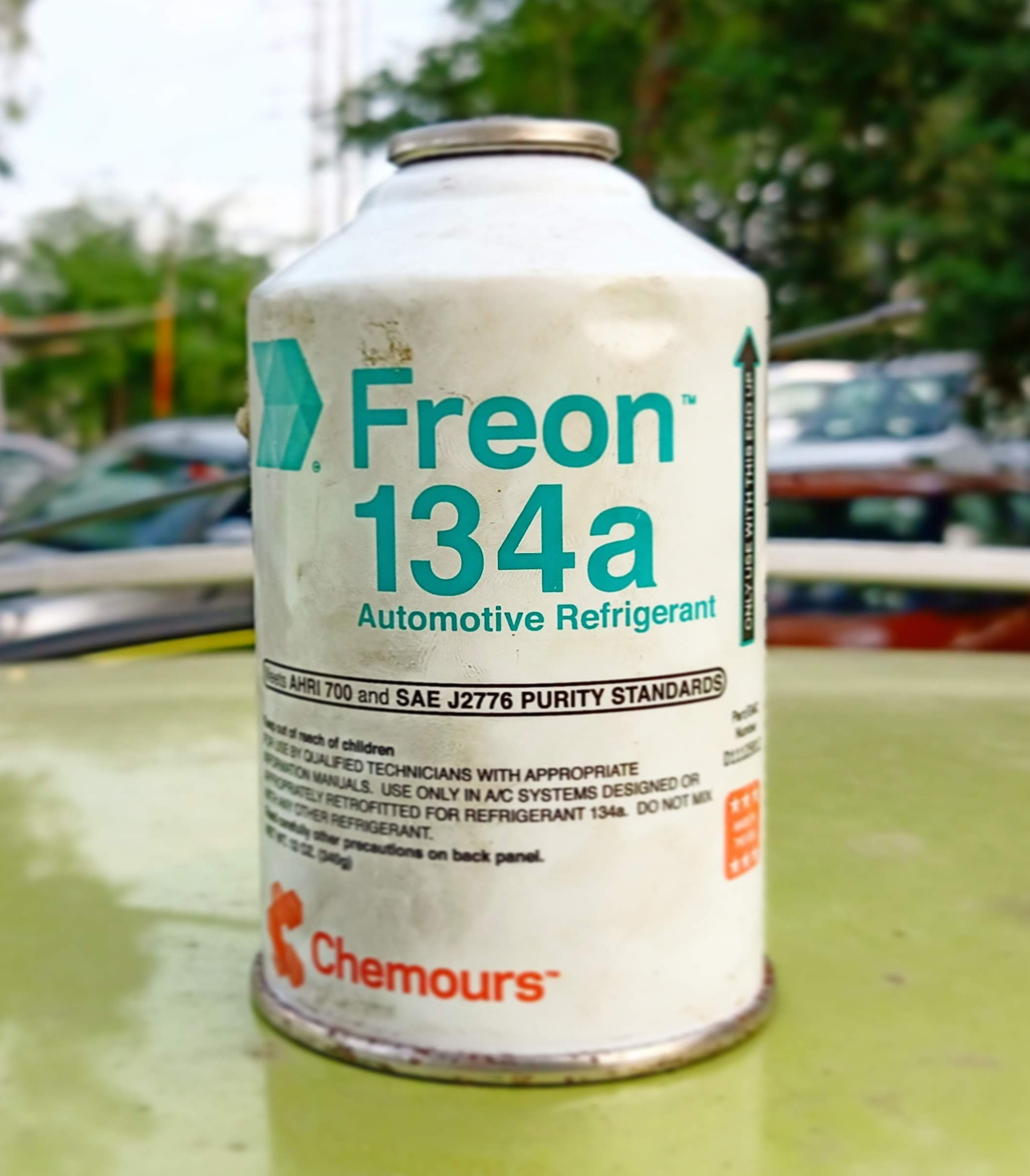
Nádoba s freonem 134a

Směsi vzduchu s 1,1,1,2-tetrafluorethanem jsou nehořlavé při normálním atmosférickém tlaku a teplotách do 100 °C. Směsi s vysokým podílem vzduchu ovšem mohou být při zvýšeném tlaku či teplotě zapáleny. Dostane-li se tato látka do styku s plamenem nebo předmětem zahřátým nad 250 °C, může dojít k rozkladu par a vzniku toxických plynů jako jsou fluorovodík a karbonylfluorid. Samotný 1,1,1,2-tetrafluorethan je relativně netoxický, nebezpečí však představuje při vdechnutí; jelikož je jeho plynná forma hustší než vzduch, usazuje se v plicích, což může způsobit dušení. Toto je příčina většiny úmrtí při vdechnutí.